# ماتياس بريتوس
ماتياس بريتوس كاردوسو (مواليد 26 نوفمبر 1988-)، لاعب كرة قدم من الأوروغواي وهو يحمل الجنسية المكسيكية، يلعب لنادي كويرتارو المكسيكي كمهاجم.
وهو من أسوأ اللاعبين الذين مروا على فريق الهلال السعودي

## روابط خارجية
- ماتياس بريتوس على موقع قاعدة بيانات كرة القدم.إي يو (الإنجليزية)
- ماتياس بريتوس على موقع Soccerway.com (الإنجليزية)
- ماتياس بريتوس على موقع AS.com (الإسبانية)